# TNA Against All Odds
Against All Odds este un eveniment pay-per-view de wrestling organizat de promoția Total Nonstop Action Wrestling în luna februarie a fiecărui an, fiind cel de-al patrulea eveniment pay-per-view organizat de TNA.

## 2007
Acesta este transis de televiziunile din ROMANIA in luna martie a fiecarui an.